# スルホキシド

スルホキシドの一般式

スルホキシド（英: sulfoxide）は有機化合物のうち、2つの炭素原子がスルフィニル基 −S(=O)− に結合している一群の化合物を指す。スルホキシドは酸化されたスルフィドと考えることができる。"sulphoxide" というスペルも使われたが、IUPACではこれを推奨していない。
天然に存在するスルホキシドにはアリインがある。

## 硫黄-酸素結合
スルホキシドの硫黄-酸素結合は一般にS=Oと書き表されるが、実際は二重結合ではない。スルホキシドの硫黄原子はプラスに、酸素原子はマイナスに分極しており、このためスルホキシドは相当するスルフィド R2S・スルホン R2S(=O)2よりはるかに高い極性を示す。また、S→O という配位結合の形でこの結合を書き表すこともある。この結合は、三級ホスフィンオキシド R3P=OのP-O結合と似ている。
スルホキシドは硫黄原子を頂点とする三角錐形の分子構造をもつが、下図のように硫黄原子からは非共有電子対が張り出しており、これを考慮すると、sp3炭素に似た四面体構造と見なすことができる（VSEPR則参照）。このため硫黄原子につく2つのアルキル基R, R'が互いに異なるものである場合、スルホキシドはキラリティー（対掌性）を持つことになる。

## 合成
多くの場合スルフィド R2Sを酸化することによって作られる。ただし多くの酸化剤ではスルホン R2S(=O)2まで過剰酸化を受けてしまい、スルホキシドで止めることは難しい。過ヨウ素酸ナトリウムなどを用いると比較的収率よくスルホキシドが得られる。
またスルフィン酸のエステルに炭素求核剤を作用させてもスルホキシドを得ることができる。スルフィン酸メンチルエステルを用いれば、キラルなスルホキシドが得られる。この他、シャープレス酸化の条件でスルフィドを不斉酸化することで、高い光学純度のスルホキシドを合成できる。

## 反応
スルホキシドの硫黄原子は正に帯電しているため、隣接する炭素上のアニオンを安定化する。このためスルホキシドにn-ブチルリチウムなどの強塩基を作用させると隣接する炭素上のプロトンが引き抜かれ、カルバニオンを生成する。ここに炭素求電子剤を作用させれば炭素-炭素結合を形成することができる。

またスルホキシドの酸素原子は負に帯電しているため、酸塩化物、酸無水物などを作用させるとO-アシル化された中間体 {\displaystyle {\ce {[R2S^+-OCOR]X^-}}} を生ずる。これは転位反応を起こし、α-アシロキシスルフィド {\displaystyle {\ce {R2C(OCOR)SO-R}}} を生じる（プメラー転位）。またこうして発生させた活性な中間体は、アルコールの酸化反応にも応用される。
スルフィニル基は保護基として用いられ、ラネーニッケルなどを作用させることで還元的に除去できる。またβ位に水素を持つスルホキシドを加熱するとsyn脱離が起こり、オレフィンを与える。この反応は特にカルボニル化合物からα,β-不飽和カルボニル化合物を合成する際によく用いられる。
スルホキシドのキラリティーを活用した不斉反応の開発も進められている。